# Oberaargau
Oberaargau är ett landskap och ett förvaltningsdistrikt (Verwaltungskreis) tillhörande förvaltningsregionen Emmental-Oberaargau i kantonen Bern i Schweiz.

## Förvaltningsdistriktet
Distriktet skapades den 1 januari 2010 av de dåvarande amtbezirken Wangen, Aarwangen och en del av Trachselwald.

### Kommuner
Förvaltningskretsen omfattar 44 kommuner. De fyra folkrikaste är Langenthal, Herzogenbuchsee, Huttwil och Niederbipp.
| - Aarwangen - Attiswil - Auswil - Bannwil - Berken - Bettenhausen - Bleienbach - Busswil bei Melchnau - Eriswil - Farnern - Gondiswil - Graben - Heimenhausen - Herzogenbuchsee - Huttwil | - Inkwil - Langenthal - Lotzwil - Madiswil - Melchnau - Niederbipp - Niederönz - Oberbipp - Ochlenberg - Oeschenbach - Reisiswil - Roggwil - Rohrbach - Rohrbachgraben - Rumisberg | - Rütschelen - Schwarzhäusern - Seeberg - Thunstetten - Thörigen - Ursenbach - Walliswil bei Niederbipp - Walliswil bei Wangen - Walterswil - Wangen an der Aare - Wangenried - Wiedlisbach - Wynau - Wyssachen |

## Historia
Namnet Oberer Aargau är känt sedan år 861 (latin: in superiori pago Aragauginse) och betecknade då ett område från Murgenthal till Thun. Den nya utsträckningen uppkom vid reformen.

## Geografi
Oberaargau är den nordöstligaste delen av kantonen Bern. Distriktet omfattar Aares dalgång från Wangen an der Aare till floden Murg. Dessutom områden söder därom, som floden Langetes dalgång.

## Kommunikationer
Viktiga kommunikationsleder är motorvägen N1 genom Aaredalen och järnvägens huvudlinje Olten-Bern.